# IDSL
IDSL (англ. ISDN Digital Subscriber Line — «цифровая абонентская линия IDSN») — DSL-технология, основанная на ISDN, позволяющая обеспечить канал связи для передачи данных по существующим телефонным линиям на скорости 144 кбит/c, немного большей, чем при использовании двойного канала ISDN со скоростью 128 кбит/с. Цифровая передача данных обходит телефонную компанию, которая обрабатывает аналоговые сигналы. 
Технология IDSL доступна не во всех странах.
IDSL — это нечто среднее между ISDN и XDSL. 